# Weißrückenreiher
Der Weißrückenreiher (Calherodius leuconotus, Syn.: Nycticorax leuconotus) ist eine mittelgroße Art aus der Familie der Reiher. Er kommt ausschließlich in Afrika vor. Die Art gehört zu den Nachtreihern, allerdings ist immer noch nicht ganz entschieden, ob er tatsächlich zur Gattung Nycticorax gehört. Alternativ ist eine Zuordnung zu Gorsachius denkbar. Es handelt sich beim Weißrückenreiher um eine weitverbreitete, aber nirgendwo häufige Art. Die Bestandszahl ist nicht bekannt.

Das Verbreitungsgebiet des Weißrückenreihers in Afrika

## Erscheinungsbild
Der Weißrückenreiher erreicht eine Körpergröße von 50 bis 56 Zentimetern. Der Kopf ist schwarz und weist eine kurze, dichte Federhaube auf. Die Augen sind relativ groß und sind von einem weißen Gesichtsfeld sowie von einem auffallend gelben Augenring umgeben. Der Schnabel ist schwarz, die untere Schnabelbasis ist gelb. Die Iris sind gelb. Das Kinn ist weiß und der Hals ist rotbraun. Der Rücken ist dunkel braunschwarz. Die oberen Flügeldecken sind braun, die Schwingen sind grauschwarz. Die Beine und Füße sind grünlich bis orangegelb. Während der Brutzeit verändert sich die Farbe der Iris in ein Rot, Braun, Bernsteinfarben und dann gelb. Die Folge dieser Umfärbung ist bislang nicht ausreichend beschrieben.

## Verbreitungsgebiet und Lebensraum
Der Weißrückenreiher ist eine Art, die in Afrika südlich der Sahara vorkommt. Er brütet von Senegal, Gambia, Guinea-Bissau über die Elfenbeinküste und Nigeria, Gabun, Sudan, Äthiopien, Kongo, Tansania, Uganda, Botswana, Sambia, Simbabwe, Malawi und Mosambik bis in den Norden von Angola und den Osten von Südafrika. Der Weißrückenreiher gilt als Standvogel. Es ist allerdings nicht ausgeschlossen, dass er in Abhängigkeit von Regenfällen innerhalb seines Verbreitungsgebietes auch wandert.
Der Weißrückenreiher ist eine an Wald gebundene Reiherart, die überwiegend einzeln lebt. Er kommt überall dort vor, wo dichter Wald direkt ans Wasser angrenzt. Während des Tages ruht er in dichter Sumpf- oder Waldvegetation und sitzt dabei häufig hoch oben in den Bäumen.

## Lebensweise
Der Weißrückenreiher ist eine überwiegend nachtaktive Art. Er sucht seine Nahrung überwiegend am Gewässerrand und in Schlammbänken sowie in Schilfgürteln. Meist halten sie sich in der Nähe von dichter Vegetation auf. Sowohl adulte Vögel als auch Jungvögel nehmen die Pfahlstellung von Dommeln an, wenn sie sich beunruhigt fühlen. Sein Nahrungsspektrum ist bislang nicht hinreichend untersucht. Er frisst aber unter anderem Fisch, Amphibien, Muscheln und Insekten.
Die Fortpflanzungszeit ist saisonal variabel und fällt meist mit dem Höhepunkt der jährlichen Überschwemmungen zusammen. Das Gelege besteht meistens aus zwei bis drei Eiern. Die Brutzeit beträgt 24 bis 26 Tage. Die Jungvögel verlassen das Nest erst im Alter von sechs bis sieben Wochen.

## Belege

### Einzelbelege
1. ↑  A. Martínez-Vilalta, A. Motis und G. M. Kirwan (2023). White-backed Night Heron (Calherodius leuconotus), Version 1.1. In Birds of the World (J. del Hoyo, A. Elliott, J. Sargatal, D. A. Christie, and E. de Juana, Hrsg.). Cornell Lab of Ornithology, Ithaca, NY, USA. doi: 10.2173/bow.wbnher1.01.1
2. ↑  Kushlan et al., S. 273